# Daniella Kertesz
Daniella Kertesz (Jerusalem, 11 de març de 1989) és una actriu israeliana d'orígens hongaresos, coneguda pel seu paper en la pel·lícula Guerra mundial Z (2013).

## Biografia
Daniella Kertesz va estudiar en la Acadèmia de Música i Dansa de Jerusalem, amb 14 anys va marxar a viure a la ciutat de Ramat ha-Xaron (en el districte de Tel-Aviv), i va seguir estudiant en l'Escola d'Art Ironi Alef.

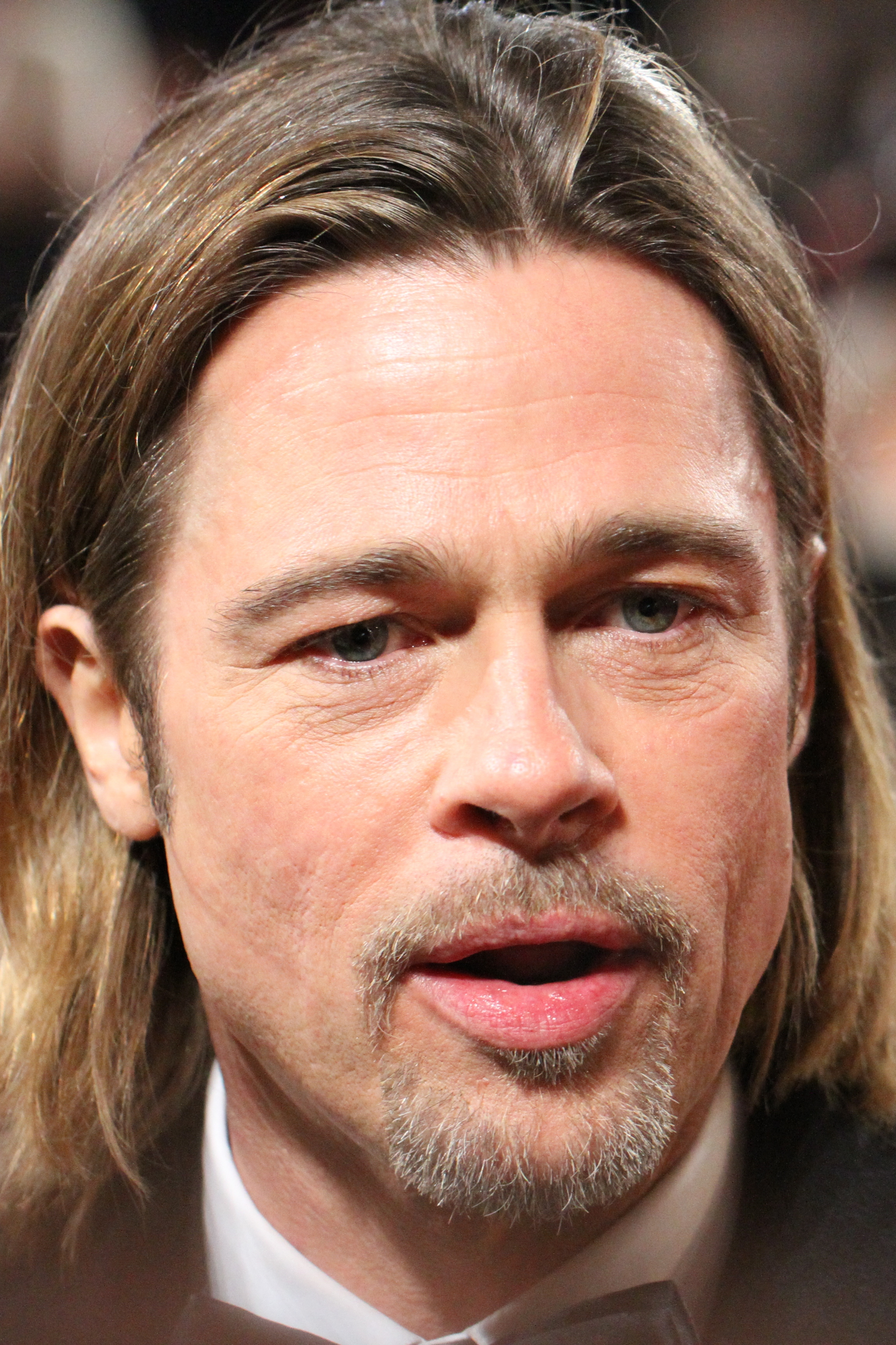
Brad Pitt company de repartiment en la pel·lícula Guerra mundial Z.

### Carrera
En aquesta època, mentre estudiava actuació, Kertesz va aconseguir un paper protagonista en la sèrie de televisió Adumot a l'edat de 14 anys, com Noa Sperling, un jove jugador de futbol que crea un equip de noies després de ser expulsat de l'equip dels homes.
Després d'acabar l'institut, Kertesz va aconseguir diversos papers protagonistes en diverses produccions per a la televisió, entre elles Screenz, La crua realitat, Custody i Loving Anna.
Després d'un viatge d'any i mig per l'Índia i Nepal, va reprendre els seus estudis a París en la Escola Internacional de Teatre Jacques Lecoq, els quals va acabar en un any.
Després va assistir a l'Escola Internacional de Teatre Berty Tovias a Barcelona (Catalunya).
Va arribar a un major protagonisme en la sèrie The Naked Truth (2008), en Canal 10 d'Israel.
La pel·lícula Guerra mundial Z (2013) va representar el seu debut cinematogràfic. En ella va representar a la jove tinent Segen, de les FDI israelianes, en la qual el personatge de Brad Pitt li talla la mà que ha estat recentment mossegada per un zombi, per evitar que el virus s'expandeixi per la resta de l'organisme, convertint-la a ella en zombi en 12 segons.
En 2013 va protagonitzar el thriller de terror AfterDeath, que es va estrenar a principis de 2014.

### Filmografia[1]
- 2003-2004: Adumot (sèrie de televisió), com Noa Shperling.
- Mishmoret (sèrie de televisió)[2]
- Screenz (sèrie de televisió)
- The naked truth (sèrie de televisió)
- Custody (sèrie de televisió)
- Loving Anna (sèrie de televisió)
- 2008-2009: Ha-Emet Ha'Eroma (sèrie de televisió), com Hagar Ben David.
- 2013: Guerra mundial Z, com la tinent Segen.
- 2013: Mivtza Hamaniya (completada), com Gila.
- 2014: AfterDeath (en postproducció), com Onie, el personatge principal.